# 神戸市立医療センター中央市民病院
神戸市立医療センター中央市民病院（こうべしりついりょうセンターちゅうおうしみんびょういん）は、兵庫県神戸市中央区に所在する医療機関。神戸市が設置する地方独立行政法人神戸市民病院機構が運営する病院である。

## 概要
兵庫県内の感染症指定医療機関の1つで、「重症等指定病院」に位置づけられる。救命救急センターでは脳卒中、急性心筋梗塞、交通外傷など、生命に関わる重篤な患者を中心に24時間365日体制で幅広く受け入れを行っている。厚生労働省から全国の救命救急センターの中で最も診療体制が充実しているとして10年連続（2024年現在）で日本一と評価されるなど、神戸市の「救急医療の最後の砦」として知られる。

## 沿革
- 1924年（大正13年）3月 - 前身の市立神戸診療所を神戸市長田区三番町に開院。
- 1928年（昭和3年）4月 - 市立神戸診療所を市立神戸市民病院に改称。
- 1950年（昭和25年）12月 - 市立神戸市民病院を神戸市立中央市民病院に改称。
- 1953年（昭和28年）10月 - 神戸市生田区加納町に本院を新築移転（現在の新神戸オリエンタルシティの位置）。
- 1965年（昭和40年）11月 - 救急病院告示。
- 1967年（昭和42年）1月 - 病院管理センター中央市民病院に改称。
- 1968年（昭和43年）7月 - 臨床研修指定病院に。
- 1976年（昭和51年）11月 - 救命救急センターに指定。
- 1981年（昭和56年）
  - 3月 - ポートアイランド第1期に新築移転。
  - 一般社団法人日本建築学会 1981年 日本建築学会賞（作品）受賞
- 1982年（昭和57年） - 新病院が一般社団法人日本建設業連合会（旧：社団法人建築業協会 日本建設業団体連合会 日本土木工業協会）第23回BCS賞に選ばれる[3]。
- 1984年（昭和59年）4月 - 中央市民病院に改称。
- 1996年（平成8年）1月
  - エイズ治療拠点病院に指定。
  - 災害拠点病院に指定。
- 1997年（平成9年）4月 - 臨床歯科研修指定病院に。
- 2004年（平成16年）1月 - 財団法人日本医療機能評価機構の病院機能評価取得。
- 2005年（平成17年）3月 - 同上の救急病院機能評価取得。
- 2007年（平成19年）
  - 1月 - 地域がん診療連携拠点病院に指定。
  - 4月 - 神戸市立医療センター中央市民病院に改称。
- 2009年（平成21年）4月 - 地方独立行政法人神戸市民病院機構へと移行。
- 2011年（平成23年）7月 - ポートアイランド第2期へ新築移転。旧病院は2012年3月1日に神戸マリナーズ厚生会ポートアイランド病院に転換。
- 2013年（平成25年）4月 - 総合周産期母子医療センターに指定[4]。
- 2017年（平成29年）
  - 11月 - 先端医療センター病院を統合し、当院南館とする[4]。
  - 12月 - 眼科機能を開院した神戸市立神戸アイセンター病院に集約・拡充[4]。
- 2024年（令和6年）3月 - 開院100周年。

## 診療科
- 循環器内科
- 糖尿病内分泌内科
- 腎臓内科
- 脳神経内科
- 消化器内科
- 呼吸器内科
- 血液内科
- 腫瘍内科
- 膠原病・リウマチ内科
- 緩和ケア内科
- 感染症科
- 精神・神経科
- 小児科
- 新生児科
- 皮膚科
- 外科
- 乳腺外科
- 心臓血管外科
- 呼吸器外科
- 脳神経外科
- 整形外科
- 形成外科
- 産婦人科
- 泌尿器科
- 眼科
- 耳鼻咽喉科
- 頭頸部外科
- 麻酔科
- 歯科・歯科口腔外科
- 画像診断・放射線治療科
- リハビリテーション科
- 救急科
- 総合内科

## 医療機関認定
出典
| 健康保険医療機関                             | 予防接種実施医療機関                                    |
| 労災保険指定医療機関                         | 生活保護指定医療機関                                    |
| 結核指定医療機関                             | 公害医療機関                                            |
| 原子爆弾被爆者医療指定医療機関               | 自立支援医療指定医療機関（更生・育成・精神）            |
| 母体保護法による指定養育医療機関             | 児童福祉法による指定療育機関                            |
| 児童福祉法による指定小児慢性特定疾病医療機関 | 難病医療費助成制度指定医療機関                          |
| 助産施設指定医療機関（児童福祉施設）         | 戦傷病者特別援護法指定医療機関                          |
| 妊婦健康診査実施医療機関                     | 乳幼児精密検査実施医療機関                              |
| 救命救急センター                             | 総合周産期母子医療センター                              |
| 地域医療支援病院                             | 災害拠点病院                                            |
| 臓器提供病院                                 | 救急告示病院                                            |
| 応急入院指定病院                             | エイズ治療拠点病院                                      |
| 第一種感染症指定病院                         | 第二種感染症指定病院                                    |
| 地域がん診療連携拠点病院                     | 臨床修練指定病院                                        |
| 臨床研修指定病院                             | 歯科医師臨床研修指定病院（単独型）                      |
| 母体保護法指定医師研修医療機関               | 病院機能評価認定施設                                    |
| DPC対象病院                                  | 非血縁者間造血幹細胞移植認定施設・診療科（カテゴリーⅠ） |
| 非血縁者間骨髄採取認定施設                   | 肝疾患専門医療機関                                      |
| 非血縁者間末梢血幹細胞採取認定施設           | 難病医療専門協力病院                                    |
| 兵庫県アレルギー疾患医療拠点病院             |                                                         |

## 学会認定施設
出典
| 日本がん治療認定医機構認定研修施設                                                 | 日本臨床腫瘍学会認定研修施設                                        |
| 日本老年医学会認定施設                                                             | 卒後臨床研修評価機構認定施設                                        |
| 日本生殖医学会生殖医療専門医制度研修連携施設                                       | 日本超音波医学会認定超音波専門医制度研修施設                        |
| 日本救急医学会救急科専門医指定施設                                                 | 日本救急医学会救急科指導医指定施設                                  |
| 日本集中治療医学会専門医研修施設（EICU）                                           | 日本集中治療医学会専門医研修施設（GICU）                            |
| 日本病院総合診療医学会認定施設                                                     | 日本感染症学会認定研修施設                                          |
| 日本環境感染学会認定教育施設                                                       | 日本循環器学会認定循環器専門医研修施設                              |
| 日本心血管インターベーション治療学会認定研修施設                                   | 日本不整脈心電学会認定不整脈専門医研修施設                          |
| 経カテーテル的大動脈弁置換術実施施設                                               | 経皮的僧帽弁接合不全修復システム実施施設                            |
| IMPELLA補助循環用ポンプカテーテル実施施設                                          | 経皮的心房中隔欠損閉鎖術施行施設                                    |
| 経皮的動脈管開存閉鎖術実施施設                                                     | 日本糖尿病学会認定教育施設Ⅰ                                         |
| 日本内分泌学会内分泌代謝科認定教育施設                                             | 日本甲状腺学会認定専門医施設                                        |
| 日本透析医学会専門医制度認定施設                                                   | 日本腎臓学会研修施設                                                |
| 日本リウマチ学会教育施設                                                           | 日本神経学会専門医制度教育施設                                      |
| 日本肝臓学会認定施設                                                               | 日本膵臓学会認定指導施設                                            |
| 日本消化器内視鏡学会認定専門医指導施設                                             | 日本消化器病学会専門医制度認定施設                                  |
| 日本消化管学会胃腸科指導施設                                                       | 日本炎症性腸疾患学会指導施設                                        |
| 日本胆道学会認定指導医制度指導施設                                                 | 日本呼吸器学会認定施設                                              |
| 日本禁煙学会教育施設                                                               | 日本呼吸器内視鏡学会専門医制度認定施設                              |
| 日本輸血・細胞治療学会認定制度指定施設                                             | 日本血液学会認定血液研修施設                                        |
| 日本緩和医療学会認定研修施設                                                       | 日本精神神経学会精神科専門医制度研修施設                            |
| 日本周産期・新生児医学会周産期専門医制度研修指定施設（新生児）                     | 日本周産期・新生児医学会周産期専門医制度研修基幹施設（母体・胎児）  |
| 日本小児科学会小児科専門医研修施設                                                 | 日本小児神経学会小児神経科専門医研修施設                            |
| 日本消化器外科学会専門医修練施設                                                   | 日本外科学会外科専門医制度修練施設                                  |
| 日本肝胆膵外科学会認定高度技能専門医修練施設A                                      | 日本乳癌学会認定医・専門医制度認定施設                              |
| 日本胃癌学会認定施設                                                               | 三学会構成心臓血管外科専門医認定機構基幹施設                        |
| 下肢静脈瘤に対する血管内レーザー焼灼術の実施基準による実施施設                     | 呼吸器外科専門医合同委員会認定修練施設                              |
| 日本脳卒中学会認定研修教育病院                                                     | 日本脳神経外科学会専門研修プログラム基幹施設                        |
| 日本脳卒中学会一次脳卒中センター（PSC）                                            | 日本脳神経血管内治療学会研修施設                                    |
| 日本整形外科学会専門医制度研修施設                                                 | 日本手外科学会認定基幹研修施設                                      |
| 日本脊椎脊髄病学会脊椎脊髄外科専門医基幹研修施設                                   | 日本皮膚科学会認定専門医研修施設                                    |
| 日本形成外科学会認定施設                                                           | 日本乳房オンコプラスティックサージャリ―学会認定インプラント実施施設 |
| 日本乳房オンコプラスティックサージャリ―学会認定エキスパンダー実施施設              | 日本泌尿器科学会専門医拠点教育施設                                  |
| 日本産科婦人科学会専門医制度専攻医指導施設                                         | 婦人科悪性腫瘍研究機構登録参加施設                                  |
| 日本婦人科腫瘍学会専門医制度指定修練施設                                           | 日本産科婦人科内視鏡学会認定研修施設                                |
| 日本産科婦人科学会認定生殖補助医療実施施設                                         | 日本内分泌外科学会専門医制度認定施設                                |
| 日本耳鼻咽喉科学会専門医研修施設                                                   | 日本気管食道科学会認定器官食道科専門医研修施設                      |
| 日本頭頸部外科学会認定頭頚部がん専門医指定研修施設                                 | 日本口腔外科学会認定専門医研修機関                                  |
| 日本顎顔面インプラント学会認定研修施設                                             | 日本核医学会専門医教育病院                                          |
| 日本放射線腫瘍学会認定施設                                                         | 日本医学放射線学会放射線科専門医制度総合修練機関                    |
| 日本IVR学会専門医修練認定施設                                                      | 日本麻酔科学会麻酔科認定病院                                        |
| 日本心臓血管麻酔学会心臓血管麻酔専門医認定施設                                     | 日本病理学会研修認定施設A                                           |
| 日本病理学会病理専門研修プログラム基幹施設                                         | 日本医療薬学会認定薬剤師制度研修施設                                |
| 日本医療薬学会薬物療法専門薬剤師研修施設                                           | 日本医療薬学会がん専門薬剤師認定制度研修施設                        |
| 日本病院薬剤師会がん薬物療法認定薬剤師研修施設                                     | 認定臨床微生物検査技師制度研修施設                                  |
| 日本静脈経腸栄養学会栄養サポートチーム専門療法士実地修練認定教育施設               | 日本臨床栄養代謝学会NST稼働施設                                     |
| 日本病態栄養学会・日本栄養士会認定がん病態栄養専門管理栄養士研修実地修練施設       | 呼吸器外科専門研修基幹施設                                          |
| 日本母体保護法指定医師研修医療機関                                                 | 日本呼吸療法医学会呼吸療法専門医研修施設                            |
| 日本循環器学会認定トランスサイレチン型心アミロイドーシスに対するビンダケル導入施設 | 左心耳閉鎖システム 実施施設                                         |
| 日本消化器内視鏡学会JED Project参加施設                                            | 日本超音波医学会超音波専門医研修基幹施設                            |
| 経皮的カテーテル心筋焼灼術 SATAKE・HotBalloonシステム実施施設                      | 日本心臓リハビリテーション学会 心臓リハビリテーション研修施設       |
| 日本臨床腫瘍内科学会認定研修施設（連携施設）                                       | 潜因性脳梗塞に対する卵円孔開存閉鎖術実施施設                        |

## アクセス
- 神戸新交通ポートアイランド線医療センター駅から北へ100m。

ポートアイランド第1期にあった頃には、市民病院前駅（現：みなとじま駅）直結であった。

## 新型コロナウイルス感染
- 2020年（令和2年）
  - 4月11日、神戸市は、市立医療センター中央市民病院で、入院患者と看護師ら計14人の新型コロナウイルスの集団感染が判明したと発表した。市は院内感染と判断、新規の外来診療を休止し、一般の入院患者の受け入れを停止した[6]。
  - 4月17日、神戸市は、集団感染が起きている神戸市立医療センター中央市民病院で新たに看護師ら計6人の感染を確認したと発表した。これで感染者は計23人となった[7]。
  - 5月2日、4月7日までの8日間に同病院を受診した外来患者1000人の血液を検査したところ、33人（3.3%）から新型コロナウイルス感染後にできる抗体が検出されたと発表された。男性489人、女性511人の無作為抽出で、内訳は30代から80代の男性16人、女性17人であった。同病院の研究チームはこの結果から、緊急事態宣言が出る4月7日以前に、神戸市内ですでに2.7%に当たる約4万人に感染歴があったと推定し、PCR検査によって発表された感染者数の数百倍が感染していた可能性があるとしている[8]。

## ドキュメンタリー
- ETV特集「“断らない病院”のリアル」（2025年5月31日、NHK Eテレ）[9]